# Томлинсон, Луи
Лу́и Уи́льям То́млинсон (англ. Louis William Tomlinson; род. 24 декабря 1991, Донкастер, Саут-Йоркшир, Англия) — английский певец, получивший известность благодаря группе One Direction и участию в шоу The X Factor в 2010 году.

## Биография

### Ранние годы
Томлинсон родился в семье Джоанны Поулстон и Троя Остина. Его родители развелись, когда ему было 2 года, и он взял фамилию отчима Марка Томлинсона. У него есть шесть младших сестер и младший брат: со стороны отца (Джорджия) и со стороны матери (Шарлотта, Фелисити, близнецы Дейзи и Фиби, близнецы Дорис и Эрнест). Его мать умерла после долгой борьбы с лейкемией 7 декабря 2016 года. Во время школьного обучения Луи пробовал себя в качестве актёра. Он посещал школу актёрского мастерства в городе Барнсли, принимал участие в школьных спектаклях и мюзиклах. В возрасте 15 лет Луи получил свои первые небольшие роли в кино — снялся в фильме «If I Had You» и сериале «Улица Ватерлоо».
15 марта 2019 года было объявлено, что сводная сестра Луи, Фелисити, умерла 13 марта от остановки сердца в возрасте 18 лет.

## Карьера

### The X Factor и One Direction
В 2010 году Томлинсон пришёл на проект The X Factor как сольный участник, но не достиг успеха в отборе вокального конкурса. Судья Николь Шерзингер предложила ему и ещё 4 участникам объединиться в группу. Группе дали название One Direction и в неё также вошли Лиам Пейн, Гарри Стайлз, Найл Хоран и Зейн Малик. В итоге они заняли 3 место на шоу, и, заключив контракт с лейблом Syco Music, на начало 2017 года выпустили 5 альбомов: Up All Night, Take Me Home, Midnight Memories, Four и Made in the A.M.

### Сольная карьера
Луи также занимается сольными проектами — в декабре 2016 года он выпустил совместную песню с диджеем Стивом Аоки под названием «Just Hold On». В 2017 году он выступил на концерте Аоки с этой песней в рамках фестиваля Ultra Music Festival в Майами.
21 июля 2017 года состоялась премьера нового сингла Томлинсона «Back To You», записанного при участии Биби Рекса и Digital Farm Animals.
31 января 2020 года Томлинсон выпустил дебютный сольный альбом Walls. Пластинка получила смешанные отзывы критиков. Walls дебютировал под четвёртым номером в британском хит-параде и под девятым в американском чарте Billboard 200.
31 августа 2022 года Томлинсон объявил, что его второй сольный альбом будет называться Faith in the Future и выйдет 11 ноября 2022 года. Ведущий сингл с альбома, «Bigger Than Me», был выпущен 1 сентября.

## Дискография

### В составеOne Direction
- Up All Night (2011)
- Take Me Home (2012)
- Midnight Memories (2013)
- Four (2014)
- Made in the A.M. (2015)

### Сольно
- Walls (2020)
- Faith In The Future (2022)

## Личная жизнь
В июне 2015 года появилась информация, что бывшая девушка Луи, Бриана Юнгвирт, ждёт от него ребёнка. В начале августа 2015 года на шоу Good Morning America он подтвердил эту информацию. 21 января 2016 года у него родился сын Фредди Рейн Томлинсон. В многочисленных интервью Луи говорил, что ему нравится отцовство и он с нетерпением ждёт иметь больше детей в будущем.
С осени 2011 по март 2015 год встречался с Элеанор Колдер, с которой его познакомил Гарри Стайлз.
С декабря 2015 года по январь 2017 встречался с актрисой Даниэль Кэмпбелл. В начале 2017 года возобновил отношения с Элеанор.
С первых лет существования группы One Direction, часть её фанатов, часто называемых «Larries», придерживалась теории заговора и посвятила себя доказательству того, что Луи Томлинсон и Гарри Стайлз являются тайной парой, которая вынуждена скрываться из-за гомофобной музыкальной индустрии. Такой пейринг получил название «Ларри Стайлинсон» (англ. Larry Stylinson), получившийся от слияния имен Гарри и Луи («Ларри») и фамилий Стайлз и Томлинсон («Стайлинсон»). Учёные Клэр Саутертон и Ханна Макканн из Айовского университета связывают эту фанатскую группу с такими явлениями, как квир-чтение и слэш-фантастика. В 2016 году этот шипперинг был назван «одним из крупнейших элементов фэндома One Direction, который сам по себе является одним из крупнейших фэндомов в Интернете». Теория, в основном распространенная в социальных сетях, привела к Интернет-травле и домогательствам к друзьям, семье и подругам Стайлза и Томлинсона.